# Elezioni regionali nel Lazio del 1985
Le elezioni regionali nel Lazio del 1985 si tennero il 12-13 maggio.

## Risultati elettorali
| Liste                                                  | Voti      | %     | Seggi |
| ------------------------------------------------------ | --------- | ----- | ----- |
| Democrazia Cristiana (DC)                              | 1.132.083 | 33,56 | 21    |
| Partito Comunista Italiano (PCI)                       | 1.008.155 | 29,89 | 18    |
| Partito Socialista Italiano (PSI)                      | 395.386   | 11,72 | 7     |
| Movimento Sociale Italiano - Destra Nazionale (MSI-DN) | 327.030   | 9,69  | 6     |
| Partito Repubblicano Italiano (PRI)                    | 133.309   | 3,95  | 2     |
| Partito Socialista Democratico Italiano (PSDI)         | 129.364   | 3,83  | 2     |
| Lista Verde (LV)                                       | 78.293    | 2,32  | 1     |
| Partito Liberale Italiano (PLI)                        | 67.037    | 1,99  | 1     |
| Democrazia Proletaria (DP)                             | 43.123    | 1,28  | 1     |
| Alleanza Italiana Pensionati-Liga Veneta (AIP-ŁV)      | 30.273    | 0,90  | 1     |
| Partito Nazionale Pensionati - Lista locale (PNP)      | 7.407     | 0,22  | -     |
| Lista di Lotta                                         | 5.617     | 0,17  | -     |
| Partito Monarchico Nazionale                           | 4.755     | 0,14  | -     |
| Union Valdôtaine-Partito Democratico-UPAP-Ecologia     | 4.624     | 0,14  | -     |
| Socialdemocrazia Europea                               | 4.200     | 0,12  | -     |
| Partito Umanista (PU)                                  | 2.763     | 0,08  | -     |
| Totale                                                 | 3.373.419 |       | 60    |

| Riepilogo dei seggi | Riepilogo dei seggi | Riepilogo dei seggi | Riepilogo dei seggi | Riepilogo dei seggi | Riepilogo dei seggi | Riepilogo dei seggi |
| ------------------- | ------------------- | ------------------- | ------------------- | ------------------- | ------------------- | ------------------- |
|                     |                     |                     |                     |                     |                     |                     |
| DP                  | 1                   | ▲ 1                 |                     | PCI                 | 18                  | ▼ 1                 |
| PSI                 | 7                   | ▲ 1                 |                     | PSDI                | 2                   | ▼ 1                 |
| LV                  | 1                   | Nuovo               |                     | AIP - LV            | 1                   | Nuovo               |
| PRI                 | 2                   | ━                   |                     | DC                  | 21                  | ▼ 1                 |
| PLI                 | 1                   | ━                   |                     | MSI-DN              | 6                   | ━                   |
| PdUP                | 0                   | ▼ 1                 |                     |                     |                     |                     |